# Cratere Momotaro
Momotaro è un cratere sulla superficie di Ryugu.